# Jean de Massia
Jean Ranchin de Massia ou plus simplement Jean de Massia, né le 17 décembre 1740 à Montpellier (Hérault), mort le 13 juillet 1805 à Montpellier (Hérault), est un général et homme politique français de la Révolution et de l’Empire.

## États de service
Il commence ses services en février 1756, comme lieutenant au régiment de Montpellier, puis il entre le 21 novembre 1761, comme enseigne au régiment de Navarre, et il participe à la campagne du Hanovre pendant la guerre de Sept Ans. Il passe lieutenant le 20 mai 1762, et en 1763, il est mis sous-lieutenant à la formation. Il est replacé lieutenant le 21 janvier 1770, et il est nommé capitaine en second le 3 juillet 1779.
Le 24 juin 1780, il devient adjoint à la majorité d’Avesnes, et le 9 février 1787, il est promu capitaine commandant. Il est fait chevalier de Saint-Louis en 1788. Le 2 octobre 1791, il est élu lieutenant colonel du 1er bataillon de volontaires de l’Hérault, et le 15 octobre 1792 il est nommé colonel, au 11e régiment d’infanterie de ligne.
Affecté à l’armée des Pyrénées occidentales, il est promu général de brigade le 15 mai 1793 à l’armée des Alpes, et général de division le 23 décembre suivant, commandant la 9e division militaire. Il est suspendu de ses fonctions le 10 février 1794, comme ex-noble, et le 30 octobre 1795, il est relevé de sa suspension et admis à la retraite le 23 septembre 1799.
Conseiller général du département de l’Hérault, il est fait chevalier de la Légion d’honneur le 30 mars 1805.
Il meurt le 13 juillet 1805 à Montpellier.

## Sources
- (en) « Generals Who Served in the French Army during the Period 1789 - 1814: Eberle to Exelmans »
- Jean de Massia de Ranchin  sur roglo.eu
- « Cote LH/1779/16 », base Léonore, ministère français de la Culture
- (pl) « Napoléon.org.pl »
- Antoine Jay, Etienne de Jouy et Jacques Marquet de Norvins, Biographie nouvelle des contemporains ou dictionnaire historique et raisonné de tous les hommes qui, depuis la Révolution française ont acquis de la célébrité par leurs actions…, tome 13, Paris, librairie historique, janvier 1823, 504 p. (lire en ligne), p. 92.
- Georges Six, Dictionnaire biographique des généraux et amiraux de la Révolution et de l'Empire, Georges Saffroy éditeurs, Paris 1934.